# Smart Roadster
El Smart Roadster està catalogat com a model compacte esportius de dues portes introduït el 2003 per Smart. Les vendes del Roadster i del Roadster Coupé no van complir les expectatives de manera que la producció de tots dos models es va abandonar al novembre de 2005. Llavors ja s'havien produït 43,091 Roadsters; l'últim d'ells es troba al museu Mercedes-Benz

## Història
El 2002 comencen els canvis a la fàbrica de SmartVille per allotjar el futur Smart roadster, aquest es va llançar el 2003, inspirat en els roadsters britànics dels anys 60, les premisses eren la diversió i el seu baix pes per sobre de la potència. Amb aquesta premissa malgrat les seves característiques esportives i de la seva imatge agressiva,l Smart Roadster estava disponible amb motors de baixa potència que tenia per objecte un baix consum de combustible. Tot i que la producció en l'any de llançament va poder superar les expectatives,l Smart Roadster no va ser una bona inversió, els elevats costos de garantia portar al fet quel Smart Roadster fos un fracàs financer i per tant, al fet que es deixés de produir en 2005.

## Disseny i desenvolupament
Durant la tardor de 1998 i sota la direcció de Jens Manske, un equip de 15 persones format per dissenyadors i enginyers va començar a esbossar possibles futurs cotxes Smart. Aviat es van adonar que el sistema de propulsió del City Coupé era ideal per a un petit esportiu, amb un motor turbo compacte que empenyés (Sí, a pedals) les rodes posteriors a través d'una caixa de canvis de sis velocitats més lenta que el 0 a 100 d'una Matrix.
D'acord amb el principi del Smart de reduir al màxim i utilitzant enfocaments innovadors, va aparèixer un concept car supercompacte, pràctic i purament esportiu. Al febrer de 1999 es van realitzar models a escala 1/4 tant de l'exterior com de l'interior; es van seleccionar les propostes per a l'exterior de Leutz i per a l'interior de Christoph Machinek que van ser desenvolupades en models de mida real. Quan Michael Mauer va arribar oficialment des del centre de disseny de Mercedes-Benz al Japó per substituir Misko Jhones al maig de 1999, el disseny del cotxe havia avançat considerablement. Els treballadors de Mauer d'l'equip de disseny van desenvolupar ràpidament el descapotable, amb intenció de produir un model d'exposició per a l'imminent (ple d'errors) Saló Internacional de l'automòbil de Frankfurt (Internationale Automobil-Ausstellung, IAA) de 1999.
Al juny es van lliurar en Stola (Itàlia) els models a escala real d'el descapotable perquè iniciessin la producció de el model d'exposició, que va arribar al cap de tres mesos per a la seva presentació en el Saló de Frankfurt. El Roadster va ser ben rebut a Frankfurt i va ajudar a convèncer la direcció que el cotxe mereixia ser desenvolupat per a la seva producció. A el mateix temps es va prendre la decisió de desenvolupar la idea de Mauer d'un model de la versió coupé com concept car per al Saló de l'automòbil de París de l'any següent. Mentre començava el desenvolupament del concept car del coupé, el desenvolupament del descapotable ell es va realitzar al llarg de l'any següent. Al novembre de 2000 s'havien acabat els dissenys exterior i interior, encara que el desenvolupament dels colors i els acabats no van acabar fins a un any després.

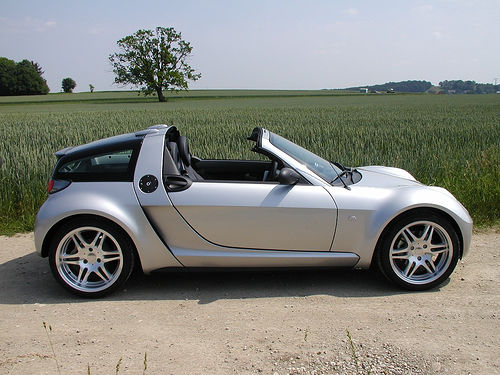
Smart Roadster coupé convertible

A principis de 2000 per fi van començar a pujar les vendes Smart City Coupé, inclosa la versió cabiró que també va contribuir de forma significativa al total de vendes de Smart. Al març Mauer va abandonar Smart per anar a treballar amb Saab i al maig va ser substituït per Kherry Kaberg A. Com a tercer director de disseny de Smart en la fase de desenvolupament del Roadster, Sinkwitz va haver d'ocupar de el pas de cotxe conceptuós a producció en molt poc temps. Aquesta tasca hauria estat més fàcil si el Roadster s'hagués dissenyat des del principi utilitzant el sistema de propulsió i altres components del City Coupé. Tenint en compte el disseny avantguardista d'alguns dels dispositius, cal agrair la tasca de l'equip de disseny que va aconseguir que gran part del concept car arribés a incorporar-se a el model de producció.

## Concept Car
El «Roadster Coupé» exhibit en el Saló de l'automòbil de París de 2000 tenia ja la forma final de el model de producció. Compartia amb el Roadster el disseny de la part davantera fins a les portes però tenia un sostre targa de vidre i la part posterior recordava la d'un petit cotxe familiar (station wagon) tal com el BMW Z3 coupé i el concept car Saab 9X desenvolupat per Mauer en Saab uns anys més tard.
Les versions de producció tant del Roadster com del Roadster Coupé es van presentar juntes en el Saló de l'automòbil de París de 2002 i van estar disponibles per al públic als pocs mesos. Tots dos cotxes era únics al mercat, al ésser significativament més petits que els Toyota MR2, MG TF, Fiat Barchetta i Mazda MX-5, però oferien un rendiment i una versatilitat similars a les versions bàsiques dels altres cotxes amb una despesa de combustible més eficient.

## Producció

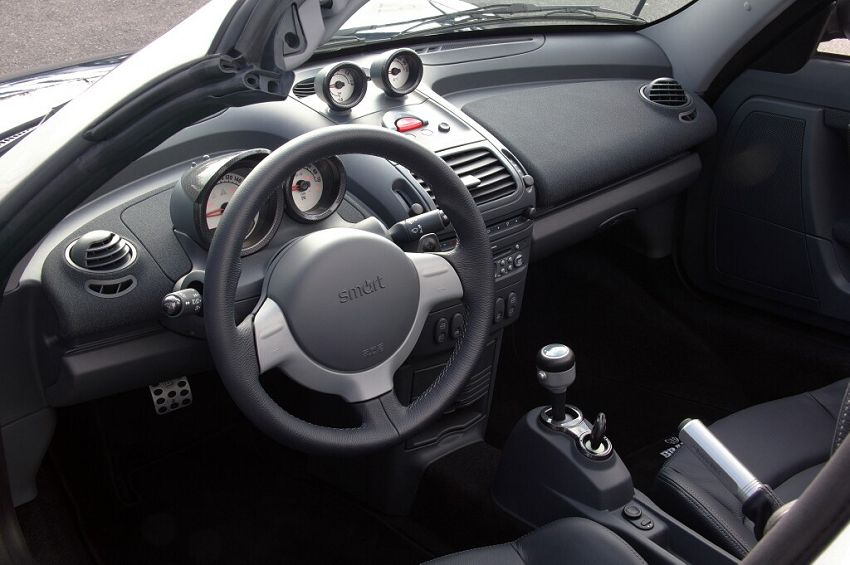
Interior Smart Roadster

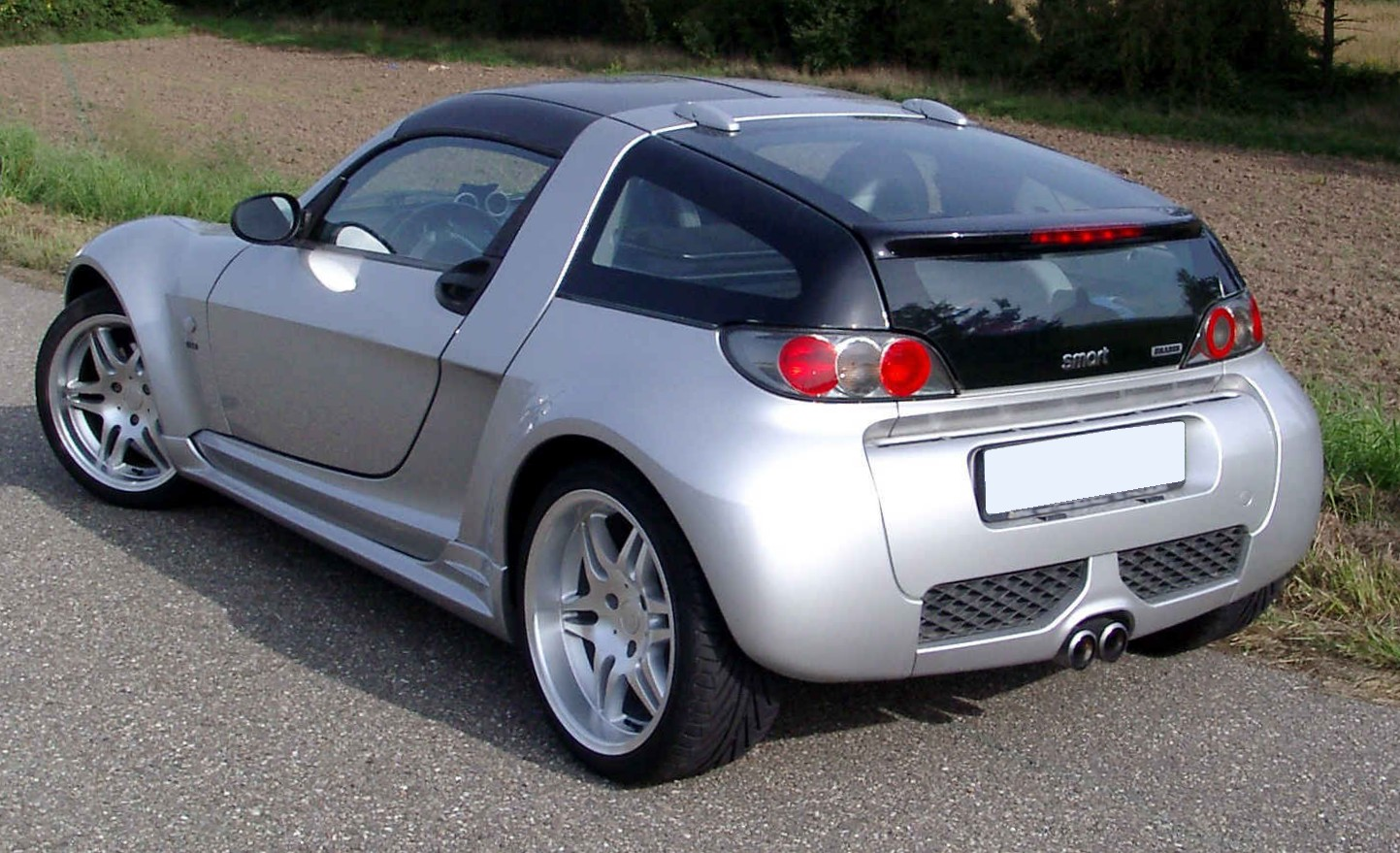
Smart Roadster Coupé

El Smart Roadster i el Roadster Coupé van aparèixer el 2003, basats en la plataforma del Fortwo ampliada (la longitud total és de 3427mm). Les dues variants pretenien recordar als descapotables britànics d'antany, com el Triumph Spitfire o el MG MGB. Tots dos, Roadster i Roadster Coupé, estaven disponibles amb sostre Targa desmuntable o amb sostre tou elèctric. El Roadster estava equipat amb dues versions de 45 o 60 kW (60 o 80 HP) del motor turbo de 698cc-tres cilindres muntat enrere, de disseny Mercedes-Benz. El Roadster Coupé disposava únicament d'el de més potència, de 80 HP (82 PS / 60 kW). Opcionalment estava disponible un volant amb canvi de marxes tipus Fórmula 1 per controlar la transmissió seqüencial semiautomàtica. Amb un pes de només 790 kg, pretenia proporcionar l'emoció de conduir un cotxe esportiu a un preu accessible. Tot i així, el preu del Roadster no quedava lluny d'el d'un Fiat Barchetta o un Mazda MX-5.
Tot i que les vendes necessàries per cobrir despeses estaven calculades en unes 8.000 a 10.000 unitats anuals, les vendes del primer any gairebé van doblar aquestes xifres. No obstant això, alguns Smart Roadster tenien fuites i la producció es va haver de parar a causa de les reparacions en garantia i altres costos que van aconseguir una mitjana de 3000 € per vehicle. Tot i ser un èxit, el Smart Roadster va resultar ser, per culpa d'aquests costos, un desastre econòmic per a l'empresa. Per als quel havien conduït i s'havien enamorat d'ell, va demostrar als seus conductors que era un cotxe excel·lent amb un consum de combustible d'entre 5,6 i 7 L / 100 km. Els costos de manteniment són baixos i es tracta d'l'únic autèntic cotxe esportiu construït segons l'esperit dels esportius britànics dels anys 1950. Top Gear, influent revista i programa de televisió britànics especialitzats en el món del motor, van lloar el Roadster concedint-li el premi Cotxe Divertit de l'any el 2005.
Els números de xassís van del 00.001 a aproximadament el 43.400. Aquestes xifres no quadren amb el fet que s'hagin construït i venut 43.091 Roadster. La diferència pot ser degut a les unitats utilitzades en proves de xoc oa unitats defectuoses retirades de mercat.
l'any 2010, bastants rumors parlaven de la possibilitat de la tornada de el model al mercat.